# Enzo Wouters
Enzo Wouters (21 maart 1996) is een Belgisch wielrenner die anno 2019 rijdt voor Lotto Soudal, dat hem overnam van hun opleidingsploeg.

## Carrière
Als eerstejaars nieuweling werd Wouters nationaal wegkampioen, wat hij drie jaar later als junior nog eens over zou doen. In 2016 kwam hij dicht bij de beloftentitel, maar moest hij enkel Joachim Vanreyten voorlaten.
In 2017 werd Wouters prof bij Lotto Soudal. Zijn debuut voor de Belgische formatie maakte hij in de Ronde van Drenthe, die hij niet uitreed.

## Overwinningen
2011
 Belgisch kampioen op de weg, Nieuwelingen
2013
3e etappe Ronde van Opper-Oostenrijk, Junioren
2014
3e etappe Ronde van Istrië
 Belgisch kampioen op de weg, Junioren
3e etappe Ronde van Opper-Oostenrijk, Junioren
3e etappe Ronde van Nedersaksen, Junioren
1e en 2e etappe deel B Keizer der Juniores

## Resultaten in voornaamste wedstrijden
|      | \| Jaar \| Parijs-Tours \| \| ---- \| ------------ \| \| 2017 \| 156e \| |
| Jaar | Parijs-Tours                                                             |
| 2017 | 156e                                                                     |

## Ploegen
- 2017 –  Lotto Soudal
- 2018 –  Lotto Soudal
- 2019 –  Lotto Soudal
- 2020 –  Tarteletto-Isorex
- 2021 –  Tarteletto-Isorex

Armée · Bak · Benoot · Boeckmans · De Bie · De Buyst · De Clercq · De Gendt · Debusschere · Frison · Gallopin · Greipel · Hansen · Hofland · Maes · Marczyński · Mertz · Monfort · Roelandts · Shaw · Sieberg · Valls · Van der Sande · Vanendert · Vervaeke · Wallays · Wellens · Wouters · Leysen (stagiair) · Planckaert (stagiair) · Van Gompel (stagiair)
Armée · Bak · Benoot · Campenaerts     · De Buyst · De Gendt · Debusschere · Frison · Greipel · Hansen · Hofland · Keukeleire · Lambrecht · Maes · Marczyński · Mertz · Monfort · Naesen · Shaw · Sieberg · Van der Sande · Vanendert · Wallays · Wellens · Wouters
Armée · Benoot · Blythe · Campenaerts   · De Buyst · De Gendt · Dewulf · Ewan · Frison · Hagen · Hansen · Iversen · Keukeleire · Kluge · Lambrecht · Maes · Marczyński · Mertz · Monfort · Naesen · Thijssen · Van der Sande · van Goethem · Van Moer · Vanendert · Vanhoucke · Wallays · Wellens · Wouters